# Гайнц Робберт
Гайнц Робберт (нім. Heinz Robbert; 20 серпня 1916, Бремен — ?) — німецький офіцер-підводник, оберлейтенант-цур-зее резерву крігсмаріне. Кавалер Німецького хреста в золоті.

## Біографія
Служив на торговому флоті. 1 жовтня 1939 року вступив у крігсмаріне. З 23 листопада 1942 по 30 травня 1943 року пройшов курс підводника. З 31 травня 1943 по 13 квітня 1944 року — 1-й вахтовий офіцер на підводному човні U-107, на якому взяв участь у двох походах. Під час першого походу були встановлені 12 мін, які пошкодили 2 кораблі загальною водотоннажністю 15 422 тонни. З 30 січня по 30 квітня 1944 року — 1-й вахтовий офіцер на U-154, на якому взяв участь в одному поході (31 січня — 28 квітня 1944). З 6 травня по 30 червня 1944 року пройшов курс командира човна, після чого був переданий в розпорядження 31-ї флотилії. У грудні 1944 року направлений на будівництво U-3040. З 8 березня 1945 року — командир U-3040. 3 травня 1945 року наказав затопити човен у межах операції «Регенбоген». 8 травня 1945 року взятий у полон британськими військами.

## Звання
- Рекрут (1 жовтня 1939)
- Матрос-єфрейтор резерву (12 грудня 1941)
- Оберштурман резерву (29 березня 1943)
- Лейтенант-цур-зее резерву (1 квітня 1943)
- Оберлейтенант-цур-зее резерву (1 листопада 1944)

## Нагороди
- Залізний хрест
  - 2-го класу (1942)
  - 1-го класу (4 жовтня 1943)
- Нагрудний знак підводника (4 жовтня 1943)
- Німецький хрест в золоті (24 лютого 1944)